# Sueño chino

Propaganda sobre el "Sueño chino"

El Sueño Chino (en chino: 中国梦) es un concepto que propuso Xi Jinping tras tomar las riendas del Partido Comunista de China, también es el concepto de gobernanza de la quinta generación de dirigentes del Partido. Según Xi, el Sueño Chino es lograr la gran revitalización de la civilización china. Su contenido básico es hacer realidad un país próspero y fuerte, una nación vigorosa y un pueblo feliz. 

## Planteamiento
El 29 de noviembre de 2012, poco  después de asumir la presidencia del Estado, Xi Jinping, junto con los miembros permanentes del Buró Político del Comité Central del PCCh, realizó una visita a la exposición "Camino a la revitalización". Durante la visita, Xi señaló que el "sueño chino" es el sueño más grandioso abrigado por el pueblo chino desde la época moderna: la materialización de la gran revitalización de la nación china. 
El 17 de marzo de 2013, se clausuró la sesión anual de la Asamblea Popular Nacional (APN) de China. Xi mencionó 666 veces el "sueño chino" en su discurso.
En septiembre de 2015, el mandatario chino realizó una visita de Estado a EEUU. Durante su discurso en Seattle, Estados Unidos, el presidente de China, Xi Jinping, explicó el origen del "Sueño Chino". En su discurso, Xi recordó su propia experiencia como campesino en una pequeña aldea de la provincia de Shaanxi, en el noroeste de China, en la década de los sesenta. La historia de Xi mostró vívidamente la esencia del Sueño Chino, el cual tiene que ver con mejorar la vida del pueblo chino. "El Sueño Chino es, después de todo, un sueño de las personas. Sólo podremos cumplir el Sueño Chino cuando lo vinculemos con el anhelo de nuestra gente de una mejor vida", dijo Xi. El presidente chino también manifestó que el "sueño chino" es un sueño de cooperación, desarrollo, paz y ganar-ganar. A pesar de los distintos contenidos y temas de los sueños de los diversos pueblos del mundo, estos son una fuente de inspiración y pueden crear emocionantes oportunidades de cooperación para China y para otros países.

## Comentarios
Xulio Ríos, director Observatorio de la Política China de España: El “sueño chino” es una de las marcas más representativas del mandato de Xi Jinping. Refleja en gran medida esas aspiraciones de varias generaciones a un futuro mejor después de décadas de sufrimiento de tantas penalidades. Apuntó varias ideas que lo singularizan. En primer lugar, la de progreso con identidad, es decir, la necesidad de recuperar un equilibrio entre la modernización y la tradición, guardando distancias con una occidentalización sin matices pero también con el ensalzamiento acrítico del ideario tradicional. En segundo lugar, la exigencia de una vía propia, adaptada a sus especificidades y que no resulte una copia mimética de los modelos occidentales. El sueño que plantea el PCCh pretende dejar atrás el pesimismo que ha impregnado los anhelos de anteriores generaciones y poner fin a la humillación y la decadencia. El sueño de Xi completa el anuncio de Mao de que China se puso de pie y la vocación de Deng por desarrollar el país. Es el sueño colectivo del renacimiento de China.
Kwame Owino, director ejecutivo del Instituto de Asuntos Económicos de Kenia, dijo que el "sueño chino" prioriza la mejora de la vida del pueblo y constituye un nuevo modelo de desarrollo del que vale la pena aprender.
Yao Huan, experto sobre el Partido Comunista de China (PCCh), calificó el "sueño chino" de "estimulante", pues inspira al pueblo chino a perseguir el rejuvenecimiento nacional.
The Diplomat, revista de actualidad sobre la región Asia-Pacífico con sede en Japón, se hizo eco de tal punto de vista al describir el "sueño chino" como una tarea colectiva.
Jean-Pierre Raffarin, ex primer ministro de Francia, también refirió que el "'sueño chino' es el equilibrio entre la felicidad individual y la colectiva".